# Love's Long Lane
Love's Long Lane è un cortometraggio muto del 1914 diretto da Edgar Jones e prodotto dalla Lubin.

## Produzione
Il film fu prodotto dalla Lubin Manufacturing Company.

## Distribuzione
Distribuito dalla General Film Company, il film - un cortometraggio in due bobine - uscì nelle sale USA il 20 maggio 1914.